# Diomedes (vua)
Diomedes Soter (Tiếng Hy Lạp: Διομήδης ὁ Σωτήρ; có nghĩa là "Vị Cứu Tinh"), là một vị vua Ấn-Hy Lạp. Những nơi mà đồng tiền của ông đã được tìm thấy dường như đã cho biết rằng ông đã cai trị ở khu vực Paropamisadae, có thể cùng với những lãnh địa khác ở phía đông. Đánh giá từ bức chân dung tương tự của họ và chữ lồng nhiều chồng chéo, Diomedes trẻ dường như là người đã kế vị (và có lẽ là tương đối) của Philoxenus, vị vua cuối cùng trước khi vương quốc của Menander I bị tan rã hoàn toàn.
Bopearachchi xác định niên đại của Diomedes vào khoảng năm 95-90 TCN và R.C. Senior xác định ông cai trị vào khoảng năm 115-105 TCN.
Diomedes đã miêu tả các vị thần Dioscuri trên đồng tiền của mình, hoặc là trên lưng ngựa hoặc đứng, cả hai loại trước đây được sử dụng bởi Eucratides I. Tuy nhiên, không chắc chắn là hai người có mối liên quan như thế nào, bởi vì Eucratides I đã mất lâu trước thời của Diomedes.
Diomedes đúc cả hai loại tiền xu kiểu Attic (kiểu Hy Lạp-Bactria, với duy nhất truyền thuyết Hy Lạp), và tiền xu song ngữ (với tiếng Hy Lạp và Kharoshthi), cho biết ông đã cầm quyền ở phần phía tây của lãnh thổ Ấn-Hy Lạp.